# Claudio Michelotto
Claudio Michelotto, né le 31 octobre 1942 à Trente et mort le 27 mai 2025, est un coureur cycliste italien. Professionnel de 1966 à 1973, il termine notamment deuxième et meilleur grimpeur du Tour d'Italie 1969.

## Palmarès

### Palmarès amateur
- 1963
  - Coppa Regole Spinale e Manez
- 1964
  - Gran Premio Ezio Del Rosso
- 1965
  - Gran Premio Calzifici e Calzaturifici Stabbiesi
  - Giro delle Antiche Romagne :
    - Classement général
    - 8e étape

  - Coppa Mobilio Ponsacco (contre-la-montre)

### Palmarès professionnel
- 1968
  - Classement général de Tirreno-Adriatico
  - Coppa Agostoni
  - 3e du Grand Prix Campagnolo
  - 3e du Tour du Tessin
  - 3e du Tour d'Émilie
- 1969
  - Trofeo Laigueglia
  - Classement général du Tour de Sardaigne
  - Tour d'Italie :
    -  Classement de la montagne
    - 21e étape

  - Milan-Turin
  - 2e du Tour d'Italie
- 1971
  - Tour de Campanie
  - 2e de Gênes-Nice
- 1972
  - 4e étape du Tour de Suisse
  - 2e de la Coppa Agostoni
  - 7e du Tour de la Nouvelle-France
- 1973
  - Prologue du Tour de Romandie (contre-la-montre par équipes)

### Résultats sur les grands tours

#### Tour de France
3 participations
- 1967 : 61e
- 1970 : abandon (9e étape)
- 1971 : abandon (10e étape)

#### Tour d'Italie
7 participations
- 1967 : 26e
- 1968 : 20e
- 1969 : 2e, vainqueur du  classement de la montagne et de la 21e étape
- 1970 : 31e
- 1971 : abandon (19e étape),  maillot rose pendant 10 jours
- 1972 : 62e
- 1973 : 56e

#### Tour d'Espagne
2 participations
- 1969 : 43e
- 1972 : 48e